# Olin Jeuck Eggen

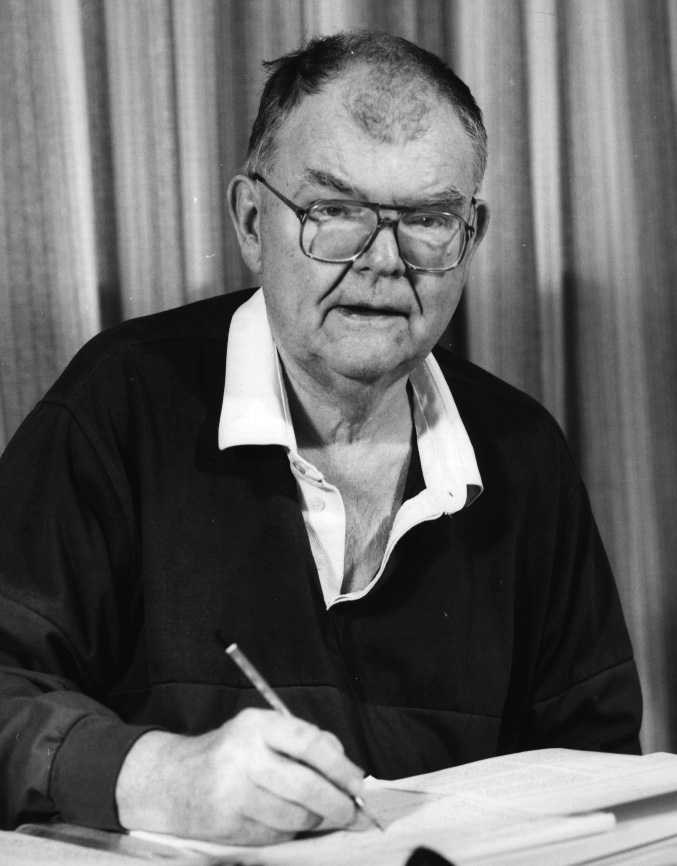
Olin Jeuck Eggen

Olin Jeuck Eggen (* 9. Juli 1919 in Wisconsin; † 2. Oktober 1998 in Canberra) war ein US-amerikanischer Astronom.

## Leben und Wirken
Eggen war einer der besten beobachtenden Astronomen seiner Zeit. Im Jahr 1962 veröffentlichte er gemeinsam mit Donald Lynden-Bell und Allan Sandage die These, dass die Milchstraße sich aus einer Gaswolke gebildet habe. Diese These ist heute als ELS-Modell bekannt (Eggen–Lynden-Bell–Sandage). Er vermutete als Erster, dass sich Sterne in Gruppen bewegen. 1985 wurde er für sein Lebenswerk mit der Henry Norris Russell Lectureship ausgezeichnet.
Eine etwas weniger rühmliche Rolle spielte Eggen bei der historischen Aufarbeitung der Neptun-Entdeckung. Der Planet war von Johann Gottfried Galle nach einer Vorhersage seiner Position durch Urbain Leverrier entdeckt worden, wenngleich auch englische Astronomen – James Challis und George Biddell Airy – nach ihm gesucht hatten, nachdem John Couch Adams eine Vorhersage gemacht hatte. Airy hatte sehr viel Material über die britischen Aktivitäten in einer 'Neptun-Akte' zusammengetragen, jedoch war diese in Greenwich aufbewahrte Akte seit den späten 1960er Jahren unauffindbar. Nach Eggens Tod fand man in den Schubladen seines Schreibtischs in Chile 105 kg Archivmaterial, u. a. auch die verschollene (nach einer anderen Lesart „entliehene“) Neptunakte.
Von 1966 bis 1977 leitete Eggen das Mount-Stromlo-Observatorium in Australien.

## Ehrungen
- 1985 Henry Norris Russell Lectureship